# Ruisseau de Montbrun
Pour les articles homonymes, voir Montbrun.
Le ruisseau de Montbrun, qui porte dans sa partie amont les noms de ruisseau de Bernafort et de ruisseau de Paris, est un ruisseau français qui coule en région Occitanie, dans les départements de la Haute-Garonne et de l'Ariège. C'est un affluent direct de l'Arize en rive droite et un sous-affluent de la Garonne.

## Géographie
Selon le Sandre, le ruisseau de Montbrun porte dans sa partie amont le nom de ruisseau de Bernafort qui prend sa source vers 470 mètres d'altitude, dans la Haute-Garonne, sur les pentes nord du massif du Plantaurel, sur la commune de Montbrun-Bocage, à la Fontaine de Jean Comté. 
Il reçoit en rive droite le ruisseau de Sous-le-Roc et prend alors le nom de ruisseau de Paris puis, peu après, celui de ruisseau de Montbrun. Il arrose le village de Montbrun-Bocage puis passe dans le département de l'Ariège. Il conflue en rive gauche de l'Arize, vers 245 mètres d'altitude, en bordure du village de Daumazan-sur-Arize.
La longueur de l'ensemble ruisseau de Bernafort-ruisseau de Paris-ruisseau de Montbrun est de 13,3 kilomètres.

### Affluents
Le ruisseau de Montbrun compte quatorze affluents répertoriés par le Sandre, le plus long étant le ruisseau de Montfa en rive droite.

### Départements et communes traversés
En région Occitanie, le ruisseau de Montbrun arrose deux communes, situées dans deux départements différents.
- Haute-Garonne
  - Montbrun-Bocage (source)

- Ariège
  - Daumazan-sur-Arize (confluence)

## Sites et monuments
- L'église des XIIe et XVe siècles[4] et une croix monumentale du XVe siècle[5] à Daumazan-sur-Arize